# Sint-Denijs (Zwevegem)
Sint-Denijs (fr. Saint-Genois, vls. Sen-Nys) – dzielnica (deelgemeente) gminy Zwevegem w Belgii, w Regionie Flamandzkim, w prowincji Flandria Zachodnia, w okręgu Kortrijk. 1 stycznia 2020 roku liczyła 2493 mieszkańców. Do 31 grudnia 1976 samodzielna gmina. 

## Demografia
Liczba mieszkańców, stan na 1 stycznia:
| Rok                | 1930 | 1947 | 1961 | 2020 |
| ------------------ | ---- | ---- | ---- | ---- |
| Liczba mieszkańców | 3017 | 2690 | 2638 | 2493 |